# Mauston
Mauston è una città degli Stati Uniti d'America, situata in Wisconsin, nella Contea di Juneau, della quale è anche il capoluogo.